# Canton de Raucourt-et-Flaba
Le canton de Raucourt-et-Flaba est une ancienne division administrative française située dans le département des Ardennes et la région Champagne-Ardenne.

## Géographie
Ce canton était organisé autour de Raucourt-et-Flaba dans l'arrondissement de Sedan. Son altitude moyenne était de 205 m.

## Représentation

### conseillers généraux
| Période | Période          | Identité                                                                    | Étiquette   | Qualité |
| ------- | ---------------- | --------------------------------------------------------------------------- | ----------- | --- |
| 1833    | 1842             | Jean-François Fort (1770-1845)                                              |             | Maître de forges à Haraucourt |
| 1842    | 1849 (démission) | Jean-Baptiste Poursain                                                      |             | Fabricant de drap, maire de Chémery-sur-Bar Nommé à la Sous-Préfecture de Sedan                                                                                                  |
| 1849    | 1873 (démission) | Baron Louis Béchet de Léocour (1819-1877)                                   |             | Notaire, maire de Chémery |
| 1873    | 1883             | Joseph Marie Baron Lamour-Béchet de Léocour (fils du précédent) (1837-1897) | Républicain | Avocat à Sedan Maire de Remilly (1868-1881) |
| 1883    | 1889             | Louis Varlet (père)                                                         | Républicain | Ingénieur des Arts et Manufactures puis filateur de laine cardée Exploitant, maire de Remilly (1881-1895) Député (1889-1893) Ancien conseiller général du Canton d'Avize (Marne) |
| 1889    | 1909 (décès)     | Gustave Thiriet                                                             | Rad.        | Industriel, maire de Raucourt |
| 1909    | 1919             | Lucien Antoine                                                              |             | Directeur de la fonderie de Haraucourt |
| 1920    | 1925 (décès)     | Louis Varlet (fils)                                                         | Rad.        | Maire de Remilly (1896-1906, 1912-1914, 1919-1925) |
| 1925    | 1933 (démission) | Auguste Guillaume                                                           | Rad.        | Maire de Chémery-sur-Bar |
| 1934    | 1940             | Henri Turquais                                                              | RG          | Industriel, maire de Raucourt Nommé membre de la Commission administrative départementale en 1941 Nommé conseiller départemental en 1943                                         |
|         |                  |                                                                             |             | |
| 1945    | 1949             | Lucie Lefebvre-Sampaix                                                      | PCF         | Ouvrière du textile puis gérante d'épicerie à Haraucourt |
| 1949    | 1955             | Henri Turquais                                                              | Rad.        | Industriel à Raucourt |
| 1955    | 1967             | Jacques Derulle                                                             | MRP puis CD | Ingénieur ETP, maire de Haraucourt puis de Vrigne-aux-Bois |
| 1967    | 1973             | Jules Turquais                                                              | DVD         | Maire de Raucourt-et-Flaba |
| 1973    | 1985             | Maurice Zébert                                                              | PS          | Ouvrier puis commerçant Maire de Haraucourt (1971-1989) |
| 1985    | 1992             | François Guillaume                                                          | UDF         | Maire de Chémery-sur-Bar (1959-1995) |
| 1992    | 2004             | Jean Somson                                                                 | DVG         | Maire de Raucourt-et-Flaba |
| 2004    | 2011             | Pierre Joseph                                                               | DVD         | Maire de Haraucourt |
| 2011    | 2015             | Véronique Duru                                                              | SE-DVG      | Maire de Raucourt-et-Flaba |

### Conseillers d'arrondissement
| Période | Période      | Identité                                  | Étiquette | Qualité |
| ------- | ------------ | ----------------------------------------- | --------- | --- |
| 1833    | 1840         | Jean-Baptiste Poursain                    |           | Fabricant de drap à Chémery                                                                                 |
| 1840    | 1853         | Jean-Baptiste Thiriet-Canelle (1789-1853) |           | Fabricant de boucles, maire de Raucourt                                                                     |
| 1853    | 1870         | Louis Delarbre (1805-1889)                |           | Distillateur et tanneur, maire de Raucourt Suppléant de la justice de paix                                  |
| 1870    | 1883         | M. Guillaume                              |           | Rentier à Haraucourt                                                                                        |
| 1883    | 1895         | Lucien Guillaume                          |           | Filateur à Haraucourt                                                                                       |
| 1895    | 1901 (décès) | Louis Victor Mahiet                       |           | Propriétaire, maire de Chémery                                                                              |
| 1901    | 1907         | Lucien Antoine                            |           | Industriel à Haraucourt                                                                                     |
| 1907    | 1931 (décès) | Georges Cunisse (1862-1931)               | SFIO      | Industriel - Adjoint au maire de Raucourt (maire de 1919 à 1924)                                            |
| 1910    | 1925         | Félix Auguste Guillaume (1876-1951)       |           | Notaire à Chémery                                                                                           |
| 1925    | 1931         | Joseph Roguin (1857-1935)                 | SFIO      | Ouvrier métallurgiste, adjoint au maire (et ancien maire) d'Haraucourt                                      |
| 1931    | 1934         | Léon Renondin                             |           | Industriel, propriétaire à Suresnes (Seine)                                                                 |
| 1934    | 1940         | Georges Cunisse                           |           | Industriel à Raucourt                                                                                       |
| 1934    | 1940         | Paul Colson                               |           | Maire de Remilly-Aillicourt                                                                                 |
| 1940    |              |                                           |           | Les conseils d'arrondissement ont été suspendus par la loi du 12 octobre 1940 et n'ont jamais été réactivés |

## Composition
Le canton de Raucourt-et-Flaba regroupait douze communes et comptait 3 769 habitants (recensement de 1999 sans doubles comptes).
| Nom                           | Code Insee | Intercommunalité                             | Population (dernière pop. légale) |
| ----------------------------- | ---------- | -------------------------------------------- | --------------------------------- |
| Raucourt-et-Flaba (chef-lieu) | 08354      | CC des Portes du Luxembourg                  | 874 (2014)                        |
| Angecourt                     | 08013      | CC des Portes du Luxembourg                  | 400 (2014)                        |
| Artaise-le-Vivier             | 08023      | CC des Portes du Luxembourg                  | 57 (2014)                         |
| La Besace                     | 08063      | CC des Portes du Luxembourg                  | 124 (2014)                        |
| Bulson                        | 08088      | CC des Portes du Luxembourg                  | 134 (2014)                        |
| Chémery-sur-Bar               | 08115      | CC des Cantons de Carignon, Mouzon, Raucourt | 437 (2013)                        |
| Haraucourt                    | 08211      | CC des Portes du Luxembourg                  | 752 (2014)                        |
| Maisoncelle-et-Villers        | 08268      | CC des Portes du Luxembourg                  | 69 (2014)                         |
| Le Mont-Dieu                  | 08300      | CC des Portes du Luxembourg                  | 16 (2014)                         |
| La Neuville-à-Maire           | 08317      | CC des Portes du Luxembourg                  | 132 (2014)                        |
| Remilly-Aillicourt            | 08357      | CC des Portes du Luxembourg                  | 785 (2014)                        |
| Stonne                        | 08430      | CC des Portes du Luxembourg                  | 43 (2014)                         |

## Démographie
| 1962  | 1968  | 1975  | 1982  | 1990  | 1999  | 2006  | 2011  | 2012  |
| ----- | ----- | ----- | ----- | ----- | ----- | ----- | ----- | ----- |
| 4 832 | 4 469 | 4 162 | 3 944 | 3 804 | 3 769 | 3 792 | 3 776 | 3 788 |